# Pajasmin
Pajasmin (pustorilj, nepravi jasmin; lat. Philadelphus) je biljni rod listopadnih grmova iz porodice hortenzijevki, dio je tribusa Philadelpheae. 
Rod se sastoji od četrdesetak vrsta raširenih po dijelovima Azije i Sjeverne Amerike, od kojih su neke uvezene i u Europu, poglavito vrsta Philadelphus coronarius, ili obični pajasmin, kojega ima i u Hrvatskoj. 

## Vrste
1. Philadelphus affinis Schltdl.
2. Philadelphus asperifolius Körn.
3. Philadelphus brachybotrys Koehne
4. Philadelphus calvescens (Rehder) S.M.Hwang
5. Philadelphus caudatus S.M.Hwang
6. Philadelphus coronarius L.
7. Philadelphus coulteri S.Watson
8. Philadelphus dasycalyx (Rehder) S.Y.Hu
9. Philadelphus delavayi L.Henry
10. Philadelphus henryi Koehne
11. Philadelphus hirsutus Nutt.
12. Philadelphus incanus Koehne
13. Philadelphus inodorus L.
14. Philadelphus kansuensis (Rehder) S.Y.Hu
15. Philadelphus karwinskyanus Koehne
16. Philadelphus kunmingensis S.M.Hwang
17. Philadelphus laxiflorus Rehder
18. Philadelphus lewisii Pursh
19. Philadelphus lushuiensis T.C.Ku & S.M.Hwang ex T.C.Ku
20. Philadelphus maculatus (C.L.Hitchc.) S.Y.Hu
21. Philadelphus mearnsii W.H.Evans ex Rydb.
22. Philadelphus mexicanus Schltdl.
23. Philadelphus microphyllus A.Gray
24. Philadelphus myrtoides Bertol.
25. Philadelphus palmeri Rydb.
26. Philadelphus pekinensis Rupr.
27. Philadelphus pubescens Loisel.
28. Philadelphus pueblanus S.Y.Hu
29. Philadelphus purpurascens (Koehne) Rehder
30. Philadelphus reevesianus S.Y.Hu
31. Philadelphus sargentianus S.Y.Hu
32. Philadelphus satsumi Siebold ex Lindl. & Paxton
33. Philadelphus schrenkii Rupr.
34. Philadelphus sericanthus Koehne
35. Philadelphus serpyllifolius A.Gray
36. Philadelphus subcanus Koehne
37. Philadelphus tenuifolius Rupr. & Maxim.
38. Philadelphus tetragonus S.M.Hwang
39. Philadelphus texensis S.Y.Hu
40. Philadelphus tomentosus Wall.
41. Philadelphus tsianschanensis F.T.Wang & S.X.Li
42. Philadelphus yangjiaensis Y.T.Zhao & H.Xie
43. Philadelphus zhejiangensis S.M.Hwang